# ハラブジャ
ハラブジャ (クルド語: هەڵەبجە, Helebce)は、イラク北部のクルディスタン地域のハラブジャ県の県都。
首都バグダッドの約240km北東に位置し、イランとの国境まで14km。
国境周辺のハウラマン地方に含まれる。
北東にハウラマン山脈とShnrwe山脈、南にBalambo山脈、西にSirwan川が有る。
ハラブジャのクルド人はソラニー方言を話すが、周辺の村にはゴラニ語(方言)話者も暮らす。

## 歴史

### 戦前
Bakr Awa遺跡からはAhmed Mukhtar JaffやTayar Bag Jaff、アデラ婦人の墓が発見された。
2009年8月には市内のAbabile地区で17世紀の墓が3人分発見された。
これにより、ハラブジャはオスマン帝国が1850年頃建設したという説は否定された。
しかしながら近代的な発展は20世紀前半からで、郵便局は1924年に、小学校は1925年に、Qaysari将軍及びHamid Bag市場は1932年に建設された。
1940年には電気が使えるようになった。
20世紀初頭には多くのイギリス兵が駐留していた。
第二次世界大戦中にAdela Khanumが複数のイギリス兵の命を救った事から、「Khan Bahadur、勇気の王妃」と称えられた。
彼女は新しい刑務所を建設し、裁判所を設置して初代裁判長に就任し、新しい市場を設置した。
1987年3月～1989年5月、イラク政府がアンファルの虐殺を行った。
近くのKani Ashqan村とMordana村はペシュメルガに協力したとして皆殺しにされた。

### 化学兵器の使用
イランが支援するクルド人ゲリラのペシュメルガは、イラン・イラク戦争末期にハラブジャを占領した。
1988年3月16日午前11時、2日間の砲撃戦の後、イラク軍戦闘機がハラブジャに毒ガスを散布した。
少なくとも5000人が虐殺され、7000人以上が負傷や後遺症に苦しんだ。
犠牲者の殆どはクルド人市民だった。
神経ガスのタブンやサリン、VXガス、マスタードガスが使用されたと考えられている。
CIAの元上級分析官のStephen C. Pelletiereによると、イラク政府はこの中でマスタードガスのみ保有していた。
2019年の研究によると、30年以上経っても生存者が生物学的、心理的、社会的な問題に苦しんでいる。
終戦前にイラク軍はハラブジャを完全に破壊した。

### 戦後
1991年にハラブジャを含む地域にイラク領クルディスタン(自治区)が成立する直前に、新しい「新ハラブジャ」が建設された。
難民も移住して来た事で、人口は約9000人に達した。
2000年～2003年にかけて西の小さな飛び地が、イスラム過激派のアンサール・アル・イスラムに占領された。2003年のイラク攻撃の中で、アメリカ軍の近接航空支援と共にクルディスタン愛国同盟のペシュメルガが、アンサール・アル・イスラムを奪い返した。
2003年以降は自治政府が復旧を行っている。
2006年のガス攻撃記念式典で、約7000人が「自治政府はガス攻撃被害者に真摯に向き合っていない」と一部が暴力的に抗議した。
道は封鎖され、ガス攻撃記念館は放火された。
警察が発砲し、14歳の少年を殺害、多くの市民を負傷させた。
2008年、空港建設計画が発表された。
2010年3月、イラク高等裁判所はハラブジャ事件を「虐殺」と認め、クルディスタン地域政府から歓迎された。
2017年11月12日21時18分、ハラブジャの南南西32kmを震央とする地震が発生した。

## 気候
とても暑い夏と涼しく湿った冬が特徴の地中海性気候 (Csa)に属する。
| ハラブジャの気候       | ハラブジャの気候 | ハラブジャの気候 | ハラブジャの気候 | ハラブジャの気候 | ハラブジャの気候 | ハラブジャの気候 | ハラブジャの気候 | ハラブジャの気候 | ハラブジャの気候 | ハラブジャの気候 | ハラブジャの気候 | ハラブジャの気候 | ハラブジャの気候 |
| 月                     | 1月              | 2月              | 3月              | 4月              | 5月              | 6月              | 7月              | 8月              | 9月              | 10月             | 11月             | 12月             | 年               |
| ---------------------- | ---------------- | ---------------- | ---------------- | ---------------- | ---------------- | ---------------- | ---------------- | ---------------- | ---------------- | ---------------- | ---------------- | ---------------- | ---------------- |
| 平均最高気温 °C （°F） | 9.6 (49.3)       | 11.8 (53.2)      | 16.9 (62.4)      | 22.0 (71.6)      | 29.5 (85.1)      | 35.8 (96.4)      | 39.6 (103.3)     | 39.2 (102.6)     | 35.0 (95)        | 28.4 (83.1)      | 19.7 (67.5)      | 12.5 (54.5)      | 25.0 (77)        |
| 日平均気温 °C （°F）   | 4.8 (40.6)       | 6.6 (43.9)       | 11.2 (52.2)      | 15.8 (60.4)      | 22.0 (71.6)      | 27.4 (81.3)      | 31.2 (88.2)      | 30.8 (87.4)      | 26.4 (79.5)      | 20.5 (68.9)      | 13.3 (55.9)      | 7.3 (45.1)       | 18.1 (64.6)      |
| 平均最低気温 °C （°F） | 0.1 (32.2)       | 1.4 (34.5)       | 5.6 (42.1)       | 9.7 (49.5)       | 14.5 (58.1)      | 19.0 (66.2)      | 22.8 (73)        | 22.5 (72.5)      | 17.9 (64.2)      | 12.7 (54.9)      | 7.0 (44.6)       | 2.2 (36)         | 11.3 (52.3)      |
| 降水量 mm （inch）     | 144 (5.67)       | 146 (5.75)       | 132 (5.2)        | 85 (3.35)        | 35 (1.38)        | 0 (0)            | 0 (0)            | 0 (0)            | 0 (0)            | 28 (1.1)         | 79 (3.11)        | 124 (4.88)       | 773 (30.44)      |
| 出典：                 |                  |                  |                  |                  |                  |                  |                  |                  |                  |                  |                  |                  |                  |